# Wendy van Dijk
Wendy van Dijk, née le 22 janvier 1971 à Weesp (Pays-Bas), est une actrice et animatrice de télévision néerlandaise.

## Biographie
Outre les émissions qu'elle présente, à savoir The Voice of Holland, X Factor Nederland et Domino Day entre autres, elle est connue pour son personnage d'Ushi Hirosaki. Van Dijk se déguise en journaliste japonaise maladroite, et part interroger des personnalités étrangères du showbusiness en caméra cachée, les mettant la plupart du temps dans des situations drôles à leur insu. Elle a un fils, Sem, et a gagné le prix féminin de la Zilveren Televizier-Ster, en 2000.